# 코튼볼 클래식
코튼 볼 클래식(영어: Cotton Bowl Classic)은 매년 1월에 미국 텍사스주 알링턴 AT&T 스타디움에서 열리는 칼리지 풋볼의 볼 게임이다. 대전은 전통적으로 빅 12 컨퍼런스 챔피언십 패전 팀과 사우스 이스턴 컨퍼런스 팀이 맞붙는다. 1회 경기는 1937년에 개최되었다. 전에는 댈러스 소재의 코튼 볼 스타디움에서 개최되고 있었다. 1995년에 볼 챔피언십 시리즈 (BCS)의 전신인 얼라이언스가 결성되기 이전에는 로즈 볼, 슈거 볼, 오렌지 볼, 게이터 볼과 함께 5대 볼 게임이였다.